# Hyphessobrycon scutulatus
Hyphessobrycon scutulatus är en fiskart som beskrevs av Lucena 2003. Hyphessobrycon scutulatus ingår i släktet Hyphessobrycon och familjen Characidae. Inga underarter finns listade i Catalogue of Life.